# بريان سوتو
بريان سوتو (بالإسبانية: Bryan Soto)‏ هو لاعب كرة قدم تشيلي في مركز الوسط، ولد في 1 يونيو 2001 في سانتياغو في تشيلي. لعب مع كولو-كولو.